# Reino de Hardanger

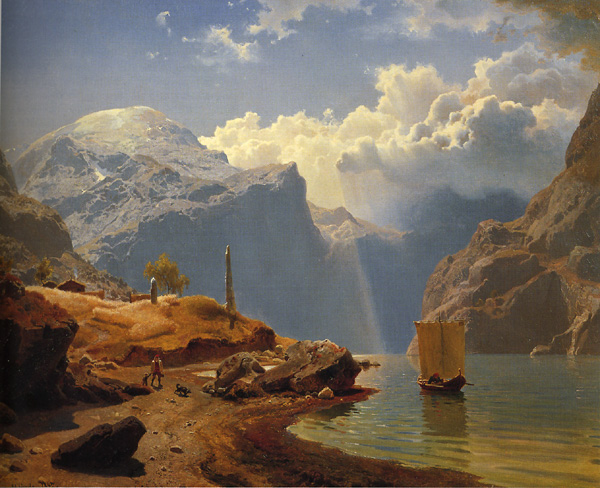
Drakkar en el fiordo de Hardanger según una obra de Hans Gude (1847).

El reino de Hardanger es el antiguo nombre de una región histórica, antiguo reino de Noruega, que comprende actualmente la región noruega de Vestlandet, está localizado dentro del condado de Hordaland.

## Etimología
La forma del nombre en nórdico antiguo fue Harðangr. El primer elemento harðr ('recio' o 'duro' puede referirse al viento y al tiempo) o puede ser también un sinónimo del territorio al que pertenece (ver reino de Hordaland). El segundo elemento es angr (fiordo, originalmente corresponde al nombre del fiordo, actualmente Hardangerfjorden).

## Historia
La Noruega de la Era Vikinga estuvo dividida en pequeños reinos independientes gobernados por caudillos que gobernaban los territorios, competían por la supremacía en el mar e influencia política, y buscaban alianzas o el control sobre otras familias reales, bien de forma voluntaria o forzadas. Estas circunstancias provocaron periodos turbulentos y vidas heroicas como se recoge en la saga Heimskringla del escaldo islandés Snorri Sturluson en el siglo XIII. Hardanger fue uno de esos pequeños reinos, que tuvo a Kinsarvik como capital y ciudad principal.
El historiador romano Claudio Ptolomeo, informa en sus escritos de la tribu de los Harudes (o Horder) que habitaban en Jutlandia, Dinamarca. Era un pueblo inmerso en frecuentes batallas y tradicionalmente guerrero. Con las migraciones bárbaras tras la caída de Roma, la llegada de los Hunos y los movimientos de otros pueblos como anglos, sajones y jutos se ha teorizado que los Harudes se vieron atrapados y forzados a abandonar el continente, emigrando a Escocia, Islandia y la zona de Kinsarvik, creando un reino independiente y posiblemente el nombre proceda de ese pueblo germánico. La relación entre el reino de Hordaland y Hardanger fue muy estrecha y compartieron reyes.
Se considera el año 900 como el periodo de máximo apogeo del reino de Hardanger, a pesar de los esfuerzos y las embestidas de Harald I de Noruega por unificar el reino. Existen diversas versiones en las sagas nórdicas sobre una leyenda en el momento que el rey participada en una incursión vikinga en Inglaterra, fue capturado y encerrado en una torre. Desde Kinsarvik fletaron un drakkar pintado un lado de blanco y al otro lado de negro, rescataron al rey y cuando los ingleses perseguían a un barco blanco (que habían visto), se encontraron con un buque negro cuando regresaban confundiendo a los perseguidores. Otra versión habla de los escudos de un grupo de remeros (y guerreros) con sus escudos pintados de blanco, y otro grupo con sus escudos pintados de negro, ambos participaban en el rescate real.
La primera fecha registrada en una crónica contemporánea sobre una incursión vikinga es del año 787 d. C. cuando, de acuerdo con la crónica anglosajona, un grupo de hombres procedentes de Noruega (presuntamente de Hardanger) llegaron navegando a la costa de Dorset, en la isla de Pórtland. Un oficial real los confundió con mercaderes y fue asesinado cuando intentaba llevarles a la hacienda para que pagasen los impuestos por sus productos. Por lo tanto los vikingos de Hardanger se pueden considerar los primeros guerreros paganos que aterrorizaron Europa durante 300 años.